# Bijapur
Bijapur, oficialmente Vijayapura, (en urdu: بیجاپور ) es una ciudad de la India, centro administrativo del distrito de Bijapur, en el estado de Karnataka.

## Geografía
Se encuentra a una altitud de 604 m s. n. m. a 600 km de la capital estatal, Bangalore, en la zona horaria UTC +5:30.

## Demografía
Según estimación 2011 contaba con una población de 264 807 habitantes.